# Myrmeleonostenus flavomaculatus
Myrmeleonostenus flavomaculatus là một loài tò vò trong họ Ichneumonidae.